# 一時庇護のための上陸
一時庇護のための上陸（いちじひごのためのじょうりく、英: Landing Permission for Temporary Refuge）とは、難民と思われる外国人などの求めに応じ、入国審査官の判断により一時庇護のため日本に入国させること。

## 要件
出入国管理及び難民認定法18条の2によると、船舶などに乗っている外国人のうち
1. 難民条約1条A(2)に規定する理由、もしくはその他これに準じる理由により、その生命、身体又は身体の自由を害されるおそれのあった領域から逃れて、日本に入った者
2. 一時的に上陸させることが相当である者

以上に該当する者からの申請があった際、入国審査官はその者を一時的に庇護（保護）することを目的として上陸（入国）を許可することができる。

## 概説
日本は難民条約及び難民議定書に加入したことにより、国際法上難民を保護する義務を負うこととなった。しかし難民は有効な旅券及び査証を有していないことも多く、従前の規定では上陸を許可することができない。これでは難民を保護することができないため、一時庇護のための上陸許可制度が設けられた。
一時庇護のための上陸許可の申請は、当該外国人が行う。一時庇護のための上陸が許可された場合、上陸期間は6か月を超えない範囲内で定められ、住居は一時庇護のための上陸中の住居として適当と認められる施設等を指定され、行動の範囲は原則として指定された住居の属する市町村の区域内に限定され、報酬を受ける活動を行うことは禁止される（出入国管理及び難民認定法施行規則18条）。
なお、制度の名称は「一時庇護のための上陸の許可」であるが、実際に交付される許可書の名称は「上陸」の文字のない「一時庇護許可書」となっている。